# Strophanthus congoensis
Strophanthus congoensis är en oleanderväxtart som beskrevs av Adrien René Franchet. Strophanthus congoensis ingår i släktet Strophanthus och familjen oleanderväxter. Inga underarter finns listade i Catalogue of Life.